# BB戰士三國傳 戰神決鬥篇
《BB戰士三國傳 戰神決鬥編》是《BB戰士三國傳 英雄激突編》的續集，由2008年開始於雜誌「Kerokero Ace」連載。故事背景仍沿用中國名著小說《三國演義》的背景，本編故事時間點，以演義中劉備病逝成都、孔明主持國政開始，劉備與曹操在赤壁之戰失蹤後，遠在西涼軍的馬超為主角，而前作三大陣營，亦繼續出場，繼續三分天下的故事，於2010年2月27日公映電影版《超電影版SDガンダム三國伝～BraveBattleWarriors～》。
而模型雜誌「電擊Hobby」，亦會刊載個名角色的文字介紹，插畫則由日向恭介及凄鐵擔任。

## 角色

### 水晶之力
三縭紗神話「G記」記載「當三璃紗再次受黑暗包圍時，繼承三侯靈魂高達們，將會在玉璽引導下，再次打擊黑暗……」 三侯靈魂和武義之魂封印蚩尤時，曾經使用過的力量。
- 翔烈帝劉備鋼彈（PF-78-1 Perfect Gundam）

- 推出日期：2007年6月（劉備）、2008年12月（翔烈帝劉備）

- 機武帝曹操鋼彈（GX-9901-DX Gundam Double X Twin）

- 推出日期：2009年6月(機武帝曹操Special set--內含曹操、曹丕高達和徐晃、特製貼紙、箔貼紙、火焰效果素材)

- 轟大帝孫權鋼彈（RX-78GP01-Fb Gundam Full Vernian "Zephyranthes"）

- 推出日期：2009年12月

- 玄武裝．呂布托爾吉斯（OZ-00MS2B Tallgeese III）

- 推出日期:2010年1月

北方「天之刃」、呂布繼承神話時代三侯封印蚩尤時，未曾被「G紀」記載的英雄「真武」力量而成的新型態，模型漫畫及單行本，均未有交待進化原因。(根據動畫版新角色「龍裝劉備」「紅蓮裝曹操」「猛虎裝孫權」的設定，均為吸收天玉鎧力量而成的進化型態而言，玄武裝呂布，應屬於以類似方式進行進化的新型態。)
呂布設定為北方天之刃，源自呂布出生地，同樣位處中國北方。(五原郡九原县（今内蒙古包头）)
- 稱號：黑曜之闘神
- 武器：方天武戟
- 合體武器：靈龜甲盾
- 必殺：天武大烈斬
- 超必殺：武幻爆烈衝
- 鎧甲：武煌壁

#### 天之刃
- 馬超蒼藍宿命（RX-79[G] BD-1 Blue Destiny)

- 推出日期：2009年3月

本編主角、涼州軍馬騰長子，在西涼異民族間甚有威望，擁有「闇之血」的猛將。
曹丕繼位後，機駕軍入侵涼州，馬騰被殺、弟馬岱不知所終，馬超為向機駕復仇，屢次阻擋機駕軍進攻，由於馬超發動闇之血時，雙眼會變成通紅，並發揮出令人畏懼的破壞力，機駕軍中亦稱其為「赤目之馬超」。後來，機駕司空賈詡為對付馬超，將其戰友龐德操縱，使兩人自相殘殺。馬超發動闇之力，將龐德殺死，正當殘暴個性未消卻時，被突然現身的曹操將他打昏。
漢中被機駕攻擊、領袖張魯被殺，馬超再度發動闇之血，結果被賈詡利用以逸待勞之計，不斷以不死兵團消耗馬超體力，企圖待其力盡時再取其性命，在危急關頭，關羽、張飛、黃忠、趙雲趕至，可惜合五人之力仍無法擺脫困局。直到劉備的龍輝寶分別與五人結合，成為「五誇將」後，才將不死兵團消滅。而馬超亦在孔明游說下，加入翔國。
五丈原會戰時，被認定為西方天之刃，與另一位天之刃孟獲，在天翔龍孔明捨身護送下，到達洛陽，與蚩尤作最後決戰。
擁有原始的闇之力。
- 稱號：蒼穹之錦獅子、神威的錦馬超、赤目之馬超
- 武器：獅青刀、龍凜槍
- 合體武器：獅龍極煉槍
- 必殺：獅龍．神威亂舞
- 超必殺：獅龍．神威天翔斬
- 神器：龍輝寶
- 坐騎：馬超專用坐騎

- 孟獲鋼彈（GF13-017NJII God Gundam）

- 推出日期:2009年8月（為「阿修羅王 孟獲高達 祝融高達 巨神象」角色之一）

繼承古代．赤流火穩之血的南方國王。愛民如子，但經常抱持悲觀想法的國王。
所習拳法為因過大的破壞力而被封印的不敗拳法阿修羅神拳。正因為「阿修羅之力」，同樣是光與闇之力並存而成，因此正合符預言中記述「南方天之刃」的必備條件。能與巨神象變身的金剛阿修羅鎧合體。
- 稱號：阿修羅王
- 武器：羅喉爪
- 必殺：神拳爆碎
- 超必殺：金剛阿修羅鎧（金剛波動拳、爆熱金剛拳）
- 坐騎：巨神象.金剛夜迦

- 的盧

「東方天之刃」，劉備乘坐的戰馬，由翔烈帝劉備的龍輝寶分裂出來。

### 翔
以成都為根據地，相等於「蜀」國。赤壁之戰時，領袖劉備失蹤，因此政事由軍師孔明暫代統轄，根據「翔烈帝劉備」之名，國號曰「翔」。
- 翔烈帝劉備鋼彈（PF-78-1 Perfect Gundam）

- 推出日期：2007年6月（劉備）、2008年12月（翔烈帝劉備）

- 天翔龍孔明ν高達

基本型態﹕RX-93 ν Gundam；與爆凰機合體後：加上RX-93-2 Hi-ν Gundam的背包; 
武器:龍焰刀、寶扇劍
必殺:天翔龍凰擊
型態:伏龍飛翔、龍凰型態、飛行用胸甲裝備型態
- 推出日期：2009年7月

#### 五誇將
- 推出日期：2009年11月(內含五名武將、透明龍輝寶)

被龍輝寶選人的五名武將,其特徵為肩上裝有龍輝寶之肩甲。「五誇將」就是「五虎將」之日語諧音。
- 關羽高達（MSZ-010FA Full Armor ZZ Gundam）

- 推出日期：2007年6月

- 張飛高達（MSZ-006FA Full Armor Zeta Gundam）

- 推出日期：2007年6月

- 趙雲鋼彈（LM314V21 V2 Gundam／精靈龍裝備LM314V21 V2 Gundam buster）

- 推出日期：2008年7月

朝廷任命的「國境防衛軍」隊長，本身是一名槍法高手。擁有堅毅不屈的精神力。劉備失蹤後，繼續成為大將。在孔明指示下，跟隨關羽和張飛，營救被機駕入侵的漢中，期間遇到被闇之力支配的馬超，眾人合力才可將他制服。
- 稱號：仁將、疾風之銀槍
- 武器：山、風
- 合體武器：武雙戟.嵐
- 必殺：真空迅
- 超必殺：龍激導
- 坐騎：飛影閃
- 神器：龍輝寶

- 黃忠鋼彈(一般型態﹕RX-178 Gundam MK II AEUG Type、龍身鎧裝備型態﹕Super Gundam、連龍牙型態﹕FA GUNDAM MK-II)

- 推出日期：2009年4月

曾是荊州水軍中郎將，百步穿楊的老將軍，攻擊時右眼會戴上專用瞄準鏡。赤壁之戰後，與魏延四處流浪。兩人到達漢中，遇到同樣流落該地的馬超。
- 稱號：曉之狙撃手
- 武器：斬空刀、銳真弓、龍身鎧
- 合體武器：龍麟剛烈弓
- 必殺：昂龍剛鳴閃
- 神器：龍輝寶

- 馬超蒼藍宿命（RX-79[G] BD-1 Blue Destiny)

- 推出日期：2009年3月

本編主角。西涼異民族對其甚是敬畏，擁有「闇之血」的猛將。為著向機駕復仇，而踏上征途。
擁有原始的闇之力。設計藍本結合真·三國無雙3(一般型態)、以及真·三國無雙4(闇之血發動)同名角色。
- 稱號：蒼穹之錦獅子、神威的錦馬超、赤目之馬超
- 武器：獅青刀、龍凜槍
- 合體武器：獅龍極煉槍
- 必殺：獅龍．神威亂舞
- 超必殺：獅龍．神威天翔斬
- 神器：龍輝寶
- 坐騎：馬超專用坐騎

##### 關羽隊
- 以關羽為首的軍團，成員包括周倉及關平。三人均有小隊象徵的鬼面裝甲，同時兩人亦可借用關羽的「鬼牙龍月刀」，透過武器合體增強威力。

- 關平鋼彈（MSA-0011 S Gundam）

- 推出日期：2008年6月

關羽義子，為成為傳說中的「俠」而努力。於外傳《勇闘録》，與劉封、張苞組成「小龍隊」。
轟國呂蒙、甘寧受黑暗香爐的煙薰影響，變成邪惡武將，並率領強襲水軍侵略翔國。期間得到未受控制的太史慈救助，從他口中得知孫權、陸遜等人被闇之力封印而石化，轟國正受到闇之力支配，因而發動侵略。為解除香爐影響，關平與太史慈合作，並成功打破之。然而關平及太史慈兩人均被石化。石化後，裝上龍輝寶打破石化。
- 稱號：少年鬼武將
- 武器：輝麟牙、鬼銳爪、鬼銳盾、鬼牙龍月刀（關羽戰死後）
- 合體武器：雙鬼兩刃刀（與關羽「鬼牙龍月刀」合體）
- 必殺：雙鬼烈擊
- 超必殺：連彈鬼無雙、鬼牙輝麟擊、(單行本)鬼牙百裂擊
- 神器：龍輝寶

- 周倉（AMX-014 Dobben Wolf）

- 推出日期：2008年11月

冀州出身的山賊，效忠於關羽。對自己的力量感到自豪，大部分兵器都能揮舞自如。
- 稱號：流浪之豪鬼
- 武器：頑硬斧、尖刃刀、鬼銳盾
- 合體武器：三爪戟
- 必殺：豪鬼爆連爪
- 超必殺：連彈鬼無雙、豪鬼鬼牙連暴擊

##### 小龍隊
- 劉封鋼彈

- 詳見BB戰士 三國傳外傳 武勇激鬥錄

- 關平鋼彈（MSA-0011 S Gundam）
- 張苞鋼彈

- 詳見BB戰士 三國傳外傳 武勇激鬥錄

##### 其他將領
- 魏延MK II（RX-178 Gundam MK II TITANS Type）

前荊州水軍中郎將。擁有與黃忠相似的鎧甲(左右倒轉，是矢野健太郎根據三國演義中，諸葛亮曾稱魏延有「反骨之相」的情節，所以裝甲故意與黃忠倒轉方向。)。協助黃忠瞄準目標。以高速戰鬥及一流技巧馳名。赤壁之戰後，與黃忠一同流浪，並在漢中遇見馬超。魏延的造型除了官方設定(津島直人於單行本中沿用)，另有矢野健太郎的造型，兩種版本在頭飾、肩甲有所不同。
- 稱號：不詳
- 武器：斬空刀
- 必殺：不詳

- 姜維（Gundam F-91／OMS-90R Gundam F90 Mars Zeon Type/馬沙專用渣古）

- 推出日期：2009年10月

原機駕尚書令，西域出身，與程昱對司馬懿的行為感到懷疑。擁有渣古外型的軍師型態。
模型漫畫中因看不慣機駕軍團圍攻孫尚香的卑鄙行徑而投奔翔國。闇被消滅後，養育失去記憶的司馬炎，同時為了令司馬炎能夠學會控制潛藏身體內的天之刃力量，姜維再次戴上代表黑暗的面具作為模範。幾十年後真國建立，姜維亦脫下面具，以原來面目示人(意味司馬炎已能控制天之刃力量)，並向部下陳壽提出撰寫「三國傳」的請求。
連載漫畫中因曹丕被闇魔化殺害程昱等官員，在臨死的程昱拜託下而投奔翔國。
與孫策、郭嘉一樣，為了對抗中國盜版模型，被重新再改修設計的武將，包括渣古型態、以及追加爆麒麟型態。
- 稱號：流離之劍客、少年的鬥軍師
- 武器：銳閃槍、焔翼、焔琉刀
- 合體武器：焔琉麒麟戟
- 必殺：焔琉・爆麒麟
- 鎧甲：焰麒麟

- 黃月英鋼依勒

單行本原創、由本篇作者津島直人設計的角色，是孔明的妻子。
翔國入主益州後，隨同孔明、孫尚香一同往南蠻尋找天之刃。曾為救眾人脫險，將液態火藥淋向受闇之血影響下暴走的祝融。
曾參加五丈原之戰，天熾鵬司馬懿被消滅後，以丞相身份輔佐孫尚香。當她閱覽過孔明留下的「出師表」後，便決定撰寫記載這段歷史的著作——三國傳。
- 孫尚香（RX-78 GP04G Gundam "Gerbera"）

- 推出日期：(B-Club版首辦模型)2008年、(Bandai版模型)2009年5月(註:推出時間雖然在馬超，黃忠之後，但盒子顯示她是屬於「英雄激突編」。)

「江東之虎」孫堅之女、孫策、孫權之妹。在赤壁大戰後為尋找失去蹤影的愛人劉備而前往蜀國。
模型漫畫中，一直到合淝會戰時才出場，在機駕軍圍攻時，被姜維救出，兩人之後一同返回翔國。闇被消滅後，嫁給劉備。
單行本中，曾隨同孔明夫婦到南蠻尋找傳說中的天之刃，期間與被闇之力控制的祝融戰鬥，其後參與五丈原最終決戰。由於劉備與曹操、孫權、呂布一同化為四神飛往天際，孫尚香便以太后身份代行王權。
- 稱號：江東的弓腰姬
- 武器：虎影弓、麗虎刀
- 必殺：虎影閃
- 超必殺：華天樓

- 馬謖鋼彈

- 詳見BB戰士 三國傳外傳 武勇激鬥錄

- 馬岱鋼彈

- 詳見BB戰士 三國傳外傳 武勇激鬥錄

- 嚴顏鋼彈

- 詳見BB戰士 三國傳外傳 武勇激鬥錄

- 孟獲鋼彈（GF13-017NJII God Gundam）
- 祝融鋼彈（GF13-050NSW Nobell Gundam）

###### 部隊兵
- 弓箭兵（RX-79 GM）

翔國弓箭手，盔甲為綠色，攻擊時右眼會戴上專用瞄準鏡。只在漫畫版登場。
- 稱號：不詳
- 武器：弓箭
- 必殺：不詳
- 坐騎：不詳

- 翔 部隊兵（RX-79 GM）

- 推出日期：2009年4月

前身為幽州軍餘部，盔甲為藍色。
- 稱號：沒聲望的戰華
- 武器：戰戟、攻防盾
- 裝備：軍旗
- 必殺：通往明日的一直線
- 超必殺：不詳
- 坐騎：不詳

### 機駕
三璃紗中，領土最遼闊、物資民眾最多最廣的強國，相等於「魏」國。赤壁之戰後，曹操與劉備一同失蹤，因此曹操之子曹丕繼承大統，正式建國，國號「機駕」，繼續以司馬懿為主要參謀。
- 曹操鋼彈（GX-9901-DX Gundam Double X）

- 推出日期：2007年10月

機駕台柱，嫉惡如仇的武將。赤壁之戰後，與劉備一同失蹤，促成兒子曹丕繼位。司馬懿開始逐步掌握機駕大權後，為阻止其陰謀，乃再次返回洛陽，自曹丕手中重奪皇帝之証明，成為機駕之王「機武帝曹操」。
- 稱號：紅蓮的霸將軍
- 武器：炎骨刃、星凰劍
- 必殺：大紅蓮斬
- 超必殺：炎鳳獄焰燐
- 坐騎：絕影
- 神器：天玉鎧.炎鳳

- 機武帝曹操鋼彈(GX-9901-DX Gundam Double X Twin satellite cannons activated)

- 推出日期：2009年6月(機武帝曹操Special set--內含曹操、曹丕高達和徐晃、特製貼紙、箔貼紙、火焰效果素材)

神話三侯一人，「焰神」雀瞬之魂使曹操覺醒的新型態，人稱機駕之王「機武帝」。與五誇將一起擊敗不死軍團和賈詡時覺醒。令一度被控制的徐晃為翔協力。暫代劉備統轄聯軍。
在模型版漫畫中，在徐晃被曹丕與司馬懿宣判死刑時出面阻止，擊敗曹丕並沒收機駕王証，同時，徐晃獻上代為保管鳳熾魂的組件，機武帝正式覺醒，告誡曹丕必須要找出真正的敵人才能找到未來，之後便與徐晃離開，在孫劉聯軍對抗蚩尤的大戰中與覺醒為黑曜鬥神的呂布一同再度登場，怒責司馬懿犧牲幼子的墮落之行，形成三侯與武義對抗黑闇的情勢。最後在消滅天熾鵬司馬懿後，化為鳳凰返回天界。
- 稱號：紅蓮之焰神
- 武器：威天劍、星凰劍
- 合體武器：鳳凰七星槍
- 必殺：七星紅蓮燄舞
- 鎧甲：鳳熾魂

- 曹丕鋼彈（GX-9900-DV Gundam X 光天七星戟裝備型態﹕GUNDAM X Divider）

- 推出日期：2009年6月

曹操之子，機駕皇帝，稱帝建國，號曰「機駕」。對司馬懿完全信任，進攻西涼，後期被闇控制，殺害程昱等朝中大臣。在模型版漫畫中曾與部將張郃切磋武藝，對於長年在外征戰而忽略家庭的父親曹操感到不滿，憤而向曹操挑戰，但被曹操擊敗，被沒收了機駕之王的証明 (機駕王証)，之後企圖阻止司馬懿以司馬炎為祭品召喚暗黑玉璽，但被擊倒。設計藍本來自真．三國無雙4同名角色。
閽被消滅後，重新稱帝，開始「三國鼎立」局面。
- 稱號：青焰之孔雀
- 武器：威天劍、星凰劍、黑翼刀
- 合體武器：光天七星戟
- 必殺：蒼炎轉舞

- 光祿勲
- 程昱（DT-6800 HMC Wise Wallaby）

擅長讀心術的軍師，也是曹操軍親衛隊領袖。年齡比司馬懿大，不過對作為首席軍師的司馬懿表示著敬意。向司馬懿報告擁有龍帝劍的人已出現。赤壁之戰後，被任命為光祿勲，軍團改由張郃指揮。曹丕稱帝後，和姜維一同提醒曹丕不要太依賴司馬懿。單行本中，被闇之力控制的曹丕殺害，臨死前拜託姜維投奔翔國。
- 尚書令
- 姜維

- 推出日期：2009年10月

- 司馬炎II(MS-06S Zaku II Char Aznable Custom)

- 推出日期:2009年12月（為「戰神合身．蚩尤高達」角色之一）

司馬懿最年幼兒子，年紀雖小，卻擁有天才的小孩、未來天之刃的成員、擁有可與被封印的軍神．蚩尤溝通的能力。五丈原會戰期間，暗黑玉璽外殼粉碎成暗黑玉璽重高達，黑暗玉璽其後更將司馬炎吞噬。
模型漫畫中，成為蚩尤高達的一部份，後來被馬超救走，卻失去以往記憶。闇被消滅後，姜維為培養他成為未來的天之刃，決定收養司馬炎。數十年後，真國取代三國，統一三璃紗，司馬炎成為真國皇帝。
連載漫畫的記述基本一致，但沒有失去以往記憶，更以此為鑑。
- 稱號：赤闇之炎
- 武器：炎星武
- 必殺：不詳

#### 機駕太傅
- 機駕太傅．司馬懿沙煞比（MSN-04 Sazabi）

- 推出日期：2007年8月

#### 機駕三公
- 司徒
- 郭嘉(一般型態:華沙高鋼彈（NRX-0013 Gundam Virsago)、武將型態和魔神型態：華沙高鋼彈破壞者型態(Gundam Virsago Chest Break)

- 推出日期：2010年1月

曹操軍的軍師，司馬懿的一號弟子。以巧妙高超的智謀見稱，被曹操稱為「少年天才」。擁有氷一樣的俊美外表及才能的司徒。於戰神合身．蚩尤以天魔爆煉砲攻擊時，身上的闇之力爆發，變成蚩尤．魔神型態，率領闇之部隊兵攻打劉備等人。
模型漫畫中，率領大軍進攻轟國之時，被周瑜以天雷火炮擊殺，曹操為此感到憤怒而揮動全軍，引發赤壁之戰。之後在黑暗玉璽即將覺醒時，郭嘉復活出現在眾人面前，欲對周瑜進行復仇。但在三侯、武義「呂布」、以及馬超、孟獲兩名天之刃的合力之下，蚩尤鋼彈被擊破，憑籍黑暗玉璽復活的郭嘉亦灰飛煙滅。漫畫中，蚩尤鋼彈被擊破，與戰死的蚩尤鋼彈屍體合體成魔神型態後，殺掉天翔龍孔明ν高達，之後卻被司馬懿吸收而灰飛煙滅。
- 稱號：氷牙之智謀
- 武器：極光扇、氷麗劍
- 合體武器：極星．氷嵐劍
- 必殺：極星緋咲斬
- 超必殺：極氷闇劍爪
- 神器：黑暗玉璽
- 鎧甲：毒蜘蛛

- 太尉
- 龐統笮德．德加（MSN-03 Quess Paraya Jagd Doga）

曾經是水鏡司馬徽的學生。他稱呼自己為「鳳雛」。在戰神決鬥篇受懿郭嘉之命前往南曹操軍並把洛陽發掘出的「星凰劍」獻予曹操。在赤壁之戰鬥，協助司馬懿的發射「神火飛鳳」。機駕建國後就任三公之一的大尉，負責軍事。
認為好友徐庶的死是因為孔明袖手旁觀。自此十分憎恨孔明，處處尋找傳說中的天之刃，與戰死的南方四天王屍體合體成巨大盟主鋼彈在連載版漫畫第6話戰死。模型漫畫中被闇捉住，並受的力量影響而成為闇的成員。最後出於覺悟昔日同伴(徐庶)捨己拯救同伴的決心，再次回復本心，為保護孔明，以身體擋住天熾鵬司馬懿一擊而死。
- 稱號：稀代之鬥軍師
- 武器：擊劍
- 必殺：不詳
- 神器：黑暗玉璽

- 司空
- 賈詡(一般型態:阿斯塔隆鋼彈（NRX-0015 Gundam Ashtaron)、魔神型態：阿斯塔隆鋼彈隱藏者型態(MA)(Gundam Ashtaron Hermit Crab(MA))

擔任機駕三公之一的司空，穿著喪服的神官，擔任著立法，人事監察等。性格殘忍。根據單行本內容所示，賈詡在「戰神決鬥編」以前，早已成為曹操部下。
模型漫畫未有出場，「機駕太傅．司馬懿」模型說明書中，只出現名字。
單行本中，使用黑色玉壐喚醒龐德體內的「闇之血」。統領着不死部隊與五誇將戰鬥。最後被黑色玉壐吞噬變成巨大怪物被馬超的新必殺技擊敗。
- 稱號：不詳
- 武器：背中鋼爪
- 必殺：不詳
- 神器：黑暗玉璽

#### 機駕五將
前身是「曹操軍親衛隊」，在典韋戰死、張遼、張郃、徐晃加入後，將軍團重組，成為「衛將騎團」。曹丕建國後，以五名非高達武將——原有成員張遼、張郃、徐晃，加上一路追隨曹操的夏侯兄弟，稱為「機駕五將」。
- 機駕大將軍

夏侯惇基羅斯（XM-05 Berga Giros）
- 推出日期：2008年2月

機駕軍首席大將，與曹操關係密切，是曹操最信賴的親將，與弟弟夏侯淵並為曹操左右手。風雲豪傑篇時代曾於討伐董卓軍而失去左眼。但在曹丕稱帝、重用司馬懿後，因為不滿司馬懿而被投閒置散。後期被闇之力控制。
- 稱號：鋼之猛將
- 武器：蛇骨剛劍
- 必殺：蛇流絞斬、蛇流絞斷·防、蛇流絞斷·攻
- 超必殺：二重閃彈

- 機駕副將軍

夏侯淵達拉斯（XM-04 Berga Daias）
- 推出日期：2008年5月

機駕大將軍夏侯惇助手兼親弟，擅長射擊，擁有神出鬼沒的速度，於官渡之戰立下大功。後期被闇之力控制。
- 稱號：隼之鬥將
- 武器：銳鐘、剛骨棍、銳刃弓
- 合體武器：剛銳戟、剛銳砲、剛銳弓
- 必殺：獄羅丸
- 超必殺：二重閃刀

- 驃騎將軍

張遼（MS-14A Gelgoog Gato Custom）
- 推出日期：2008年9月

「衛將騎團」成員，後來成為「機駕五將」。機駕軍中的第二號人物，步兵及騎兵的總指揮官，與徐晃同為董卓軍舊部，曾經為呂布旗下威名遠播的車騎將軍。歸順曹操後，視曹操為心中的太陽。擔任機駕重鎮合肥的主要守將，與江東小霸王孫策對戰，不分上下。與處於對立勢力的關羽是朋友，後期被闇控制。設計藍本來自真．三國無雙4同名角色。
- 稱號：凄絕之鬥魂
- 武器：鳳鉤刀、龍身刀、鳳凰天舞
- 合體武器：鳯龍雙刃刀、兩長卷形態
- 必殺：蒼紋猛瀑布
- 超必殺：烈刃大旋輪
- 坐騎：赤兔馬（呂布失去消息後擁有，後來送贈給關羽）

- 車騎將軍

徐晃（MMS-01 Serpent）
- 推出日期：2009年5月

「衛將騎團」成員，後來成為「機駕五將」。前董卓側近、官位衛將軍，機駕軍騎兵師團長，曾於合肥協防。對曹操忠心耿耿，因此得以替曹操保管鳳熾魂的組件。在連載漫畫版第四話曾經被賈詡的闇之力控制，眼睛從淺藍變成深紅，被復出的曹操救醒並恢復原樣。
- 稱號：勇壯之戰斧
- 武器：豪鐵火
- 合體武器：鋏刃戟、雙鐵火、鐵火盾、鐵火鍊武
- 必殺：雙刃鎌擊
- 超必殺：鐵火地雷衝

- 衛將軍

張郃III改（AMX-011S Zaku III Custom）
- 推出日期：2009年2月

「衛將騎團」成員，後來成為「機駕五將」。前冀州軍（袁紹軍）中郎將，負責統領機駕近衛軍，曾於合肥協防，是擅長格鬥技的武將。模型漫畫中，曾與少主曹丕切磋武藝，後期被闇控制。
- 稱號：深綠之孤狼
- 武器：超重戟、曲銳劍、突毆拳
- 合體武器：狼牙·雙重戟、裂銳爪
- 必殺：爪拳獄連掌

#### 衛將騎團
前身為「曹操軍親衛隊」，由程昱智袋鼠及許褚鋼彈率領的親衛兵團，負責在戰役中保護曹操。成員包括典韋阿斯瑪以及許褚高達。典韋在虎牢城之戰中戰死。後來張遼、張郃、徐晃三人加入曹操軍，親衛隊重新整編為「衛將騎團」，以張遼為隊長。機駕建國後，親衛隊更名「近衛隊」，成員亦作出變動，領袖程昱成為光祿勳（負責宮中內務），近衛軍由許褚率領。
衛將騎團五員大將，原型是曹操軍「五子良將」。
- 張遼（MS-14A Gelgoog Gato Custom）
- 徐晃（MMS-01 Serpent）
- 張郃III改（AMX-011S Zaku III Custom）
- 樂進鋼彈

- 衛將騎團成員、詳見BB戰士 三國傳外傳 武勇激鬥錄

- 于禁鋼彈

- 衛將騎團成員，詳見BB戰士 三國傳外傳 武勇激鬥錄

##### 其他成員
- 許褚鋼彈

- 近衛隊領袖，詳見BB戰士 三國傳外傳 武勇激鬥錄

- 親衛隊士兵（「火袋鼠」／DT-6800HM Daughtress Fire Wallaby）

- 「曹操軍近衛兵」士兵，曹操出戰時經常隨從左右的精銳之師。部份零件與程昱相同。

- 稱號：親衛隊士兵
- 武器：戰戟
- 必殺：明日之一直線

#### 荊州殺戮部隊
原屬荊州軍，後來投降機駕，以飛蝗作為標記。
- 韓玄格夏(MS-13 Gasshia）

元荊州軍武將。韓浩之兄。
被黃忠的必殺技「昂龍剛鳴閃」所殺。
史實中與韓浩並無兄弟關係，是屬於荊襄四郡之一的長沙太守，最後歸順劉備。演義中則與韓浩屬於兄弟關係，因為黃忠與關羽交戰，出於膽怯而出逃，最後被魏延所殺。
- 稱號：飛蝗
- 武器：不詳

- 韓浩吉剛（MS-12 Gigan）

元荊州軍武將。韓玄之弟。
用右腕的短刀將張魯殺死。
被馬超的必殺技「獅龍·神威亂舞」斬成肉塊。
史實中與韓玄並無兄弟關係，而且早在董卓專擅時期已加入曹營，曾在軍事譁變中救出被挾持的夏侯惇，其處事冷靜的作風，深得曹操欣賞。演義中則成為韓玄之弟，在兄長被殺後，才加入曹軍。
- 稱號：不詳
- 武器：短刀

##### 其他將領
- 韓遂沙漠型(MS-06D Zaku Desert Type）

前西涼軍將領，作為機駕軍的內應，追殺龐德時，被馬超的飛劍在一瞬間斬下了左臂。在龐德死後被在暴走中的馬超殺死。
- 稱號：不詳
- 武器：狼牙臂
- 必殺：不詳

##### 部隊兵
- 機駕 部隊兵（RGM-79 GM）

- 推出日期：2009年4月

前身為兗州軍，盔甲為紅色。
- 稱號：名も無き戰華
- 武器：戰戟
- 裝備：攻防盾、軍旗
- 必殺：明日之一直線

- 機駕 文官

出仕機駕的文官，主要以人肉佈景板形式出現。

### 轟
位處三璃紗南方，孫一族統領的州郡，相等於「吳」國。赤壁之戰後，孫權繼位，以陸遜為軍師，建國稱帝。

#### 孫一族
古代兵法家孫武（孫子）後人，統治江東的豪族。經過孫堅、孫策及孫權父子悉心經營下，成為三璃紗中以強勁水軍著稱的國家。
- 轟大帝孫權（RX-78 GP00 Gundam GP00 "Blossom"）

- 推出日期：2009年12月

跨過許多的考驗，成為傳説的三侯其中一人，由虎曉之魂醒覺為轟之國主孫權的醒覺型態。能與虎錠刀寄宿的虎曉之魂神獸-虎燐魄合體。
赤壁之戰後發誓成為轟的國家皇帝建國，在父親和孫策的墓碑前發誓保護人民。
在戰神決鬥編初期，和陸遜及四騎眾被黑暗玉璽一起石化。在孫權被石化期間，轟國武將呂蒙、甘寧因為闇之力影響，落入黑暗之力手中，僅得出逃的太史慈得以身免。
在模型版漫畫中，面對被蚩尤附身控制的孫策所發動的猛烈攻擊，孫權發動蒼晄壁抵擋，在蒼晄壁將被擊破崩潰之時，虎碇刀爆發出強烈的光芒，孫堅的魂魄出現，將真・虎錠刀傳給孫權，轟大帝正式覺醒，順利擊敗蚩尤，救出孫策。最終決戰時，與翔烈帝劉備合力對抗黑暗玉璽精神感應型鋼彈，但卻不敵隨後出現的戰神合身蚩尤鋼彈，危急之時，機武帝曹操與武義之魂覺醒的呂布出現，三侯與武義共抗黑闇的局面正式成形。
- 稱號：碧眼之獸神
- 武器：真・虎錠刀，牙王剣・零壹
- 必殺：猛虎獸烈霸
- 超必殺：王虎轟獸擊
- 鎧甲：白虎之鎧
- 神器：天玉鎧.弩虎，虎燐魄

- 孫權（RX-78 GP03S Gundam "Stamen"）

- 推出日期：2007年11月

孫堅的兒子、孫策之弟、孫尚香之兄。性格沉靜，為人極重情義，不喜歡戰鬥。
在赤壁之戰後繼續經營轟國，其中的水軍的實力在當代無出其右，舉世無雙。赤壁之戰後，被闇之力囚禁，令轟國陷入闇之力控制中。
- 稱號：沉靜的猛虎
- 武器：牙王劍
- 必殺：蒼晄壁
- 超必殺：雙虎破刃，龍虎爆獸擊(孫權雙虎破刃與劉備星龍斬合招)
- 神器：天玉鎧.弩虎

- 孫策（RX-78GP02A Gundam "Physalis"）

- 推出日期：2009年11月

孫堅之子、孫權、孫尚香之兄。與個性沉靜的弟弟截然相反，性格豪邁而愛好武鬥，每戰必定身先士卒。在合淝攻略戰中，孫策與郭嘉控制的巨石兵交戰，陷入苦戰，及後又為了保護劉備等人，而瀕臨重傷。最後更被崩潰的巨石兵所吞沒，赤壁之戰時失蹤，長沙軍唯有將他視為已經陣亡。模型漫畫中仍然生存。被蚩尤打敗後，強行合體成「蚩尤魔裝型態」，向關羽和關平及周倉攻擊，被關平和劉備打敗。之後與孫權對上，戰死於孫權的必殺猛虎獸烈霸。與姜維、郭嘉一樣，為了對抗中國大陸盜版模型，被重新再改修設計的武將，包括雙虎旋棍由方型變成類似GP02A的圓型肩甲、以及追加強襲型態。
- 稱號：江東之小霸王
- 武器：雙虎旋棍，虎錠刀
- 合體武器：强襲激鋼棍
- 必殺：激鋼重爆突
- 超必殺：猛虎獸烈霸

- 孫堅積菲蘭沙斯（RX-78GP01Fb Full Vernian Gundam "Zephyranthes"）

- 推出日期：2009年12月(轟大帝附屬孫堅面罩使其再現)

孫策、孫權及孫尚香之父，身穿孫武的白虎之鎧孫氏三代霸業的草創者。長沙地方的領主，亦為偉大兵法家孫武後裔。擁有足以與龍帝劍匹敵、由三侯時代己流傳至今的的兵器「虎錠刀」。
在曹操邀請下，加入討伐董卓聯軍。在軍事會議中，他主動向司馬懿請纓，率領長沙四騎眾，進攻虎牢城，目的是要得到傳說中的神器「天玉鎧」。可惜大事未成，便為保護受呂布攻擊的孫尚香戰死。事件震撼整個長沙軍，眾人均而悲慟不已，卻也令長沙軍更團結、更勇猛。孫堅率領「長沙四騎眾」作戰時，全部成員都會戴著紅色圍巾。
模型漫畫中，在虎燐魄再次出現時，再次短暫現身孫權等人面前。
- 稱號：江東之虎
- 武器：虎錠刀，牙王剣・零壹
- 必殺：虎狼漸
- 超必殺：猛虎獸烈霸

- 孫尚香（RX-78 GP04G Gundam "Gerbera"）

- 推出日期：(B-Club版首辦模型)2008年、(Bandai版模型)2009年5月(註:推出時間雖然在馬超，黃忠之後，但盒子顯示她是屬於「英雄激突編」。)

「江東之虎」孫堅之女、孫策、孫權之妹，不輸男子漢的熱血性格常讓兩位兄長擔心她會嫁不出去而頭痛不已。在赤壁大戰後為尋找失去蹤影的愛人劉備而前往蜀國，曾隨同孔明夫婦到南蠻尋找傳說中的天之刃，期間與被闇之力控制的祝融戰鬥。
模型漫畫中，為了劉備而苦心學習廚藝，害慘了轟國眾人。
- 稱號：江東的弓腰姬
- 武器：虎影弓、麗虎刀
- 必殺：虎影閃
- 超必殺：華天樓

#### 主要將領
- 太史慈（MS-09 RII Rick Dom II）

- 推出日期：2009年9月

能與鋼甲機合體，變成鋼甲形態、擊鋼形態及鋼鎧裝形態，是江東的豪傑，使用巨大鋼戟及鐵鞭，而且射術精湛。他出現於正要統一江東的孫策面前，並與其進行壯烈的決鬥，雙方決戰半日仍未分勝負。最後孫策軍戰勝，但他相當欣賞太史慈，便想親自邀其加入。太史慈主動要求「只要你替我鬆綁，我便會為你向其他兵將說降」，之後便離開孫策軍。雖然孫策的手下將領，大都認為太史慈其實是藉詞逃走，不過孫策仍對其相當信任。果然不久以後，他便率同其他士卒一同歸順，自此跟從孫策成為其心腹部將。後來隨孫策、周瑜一同攻討合肥，與張遼等機駕將領對陣。赤壁之戰後，繼續統領情報機關。當轟國被闇之力侵入時，太史慈往翔國求助，途中遇上遭逢危難的關羽隊，出手相救。及後與關平合作，成功擊破影響轟國的闇之力裝備。
- 稱號：灼熱之偉丈夫、黑色大丈夫
- 武器：鋼疾藜骨朶
- 合體武器：鋼疾藜戟刀
- 必殺：鋼烈滅砕陣
- 超必殺：擊鋼突破
- 坐騎：鋼甲機（MA-06 VAL-WALO）

- 陸遜Zeta-Plus A1（MSZ-006 阿姆羅專用Zeta-Plus A1）

- 推出日期：2009年1月

周瑜的弟子，同時以孫尚香側近身份活躍。赤壁之戰時，代替負傷的周瑜指揮作戰。周瑜死後陸遜就任大都督及水軍統帥。赤壁之戰後，被闇之力囚禁，令轟國陷入闇之力控制中。
- 稱號：明日飛舞之翼
- 武器：飛燕盾、燕戟.寶旋霞、跳燕機
- 合體武器：両刃形態（燕戟.寶旋霞+飛燕盾）
- 必殺：燕迅突破
- 坐騎：強襲戰艦

- 周瑜百式（MSN-00100 Hyaku Shiki）

- 推出日期：2008年10月

自小便認識孫策、深得他信任的武將。認為要平定江東，精良的水軍是不可或缺。有專用樓船(雷擊艇)，同時擔任孫策、孫權的軍師。模型漫畫中，周瑜以天雷火炮消滅郭嘉，繼而配合孔明得知風向改變的時機，勉強再使出一發火炮，盡焚曹軍戰艦，結果因為精神力幾近耗盡，吐血暈倒。在連載漫畫中，被亂箭射中倒地。赤壁之戰後，在拜祭孫堅和孫策時去世。
- 在孫策的模型漫畫中，周瑜依然健在。

- 稱號：白金之麗將
- 武器：白虎刀、白爪弓
- 合體武器：天雷火炮
- 必殺：流閃輝
- 超必殺：天雷火炮
- 坐騎：強襲戰艦、雷擊艇

#### 江東水軍獨立游擊船團
又稱強襲水軍，由孫策建立，隸屬於江東提督周瑜，由呂蒙、甘寧率領，對抗曹操軍。
- 呂蒙（輕裝：RMS-099 Ricky Dias／提督裝備：MSK-008 Dijeh）

- 推出日期：2008年8月（為「呂蒙、甘寧、轟強襲水軍」角色之一）

出身江東的將領，受僱而參加戰鬥的傭兵武將。據說因品行欠佳而被趕出正規軍，踏上了流浪的旅程。與甘寧一同率領轟國強襲水軍作戰。年輕時曾為海盜，更被荊州通緝，被江東將領鄧當逮捕。後來呂蒙屢立戰功，更獲孫策提拔為將領。孫策對呂蒙有如此轉變表示非常欣賞。呂蒙有個人專用戰艦。後期與甘寧被蚩尤的闇之力控制，因此與關羽父子作出攻擊（模型漫畫中則率領被洗腦的軍隊攻擊轟國）。
- 稱號：孤高的智將
- 武器：碧斬斧
- 必殺：碧衝烈破
- 坐騎：強襲戰艦

- 甘寧（MS-18E Kämpfer；蒼烈鮫：Mad Angler class）

- 推出日期：2008年8月（為「呂蒙、甘寧、轟強襲水軍」角色之一）

本是為患江東一帶的水盜頭領。擅長謀略且極重情義，深得部下的敬重。曾經為荊州水軍將領黃祖部下，是一名深受小孩子歡迎的武將。與呂蒙一樣出身荊州，後來成為長沙軍一員。而他所率領的海盜軍團，則成為強襲水軍的骨幹成員。有個人專用戰艦。後期與呂蒙被蚩尤的闇之力控制。
- 稱號：勇猛之蒼鮫
- 武器：蒼鮫盾、烈鮫牙
- 合體武器：蒼烈鮫
- 必殺：鮫牙蒼影斬
- 坐騎：強襲戰艦

水軍眾
- 水軍眾（MSM-07 ZGOG）

- 推出日期：2008年8月（為「呂蒙、甘寧、轟強襲水軍」」角色之一）

游擊團突擊手。
- 稱號：不詳
- 武器：弓箭
- 坐騎：強襲戰艦

- 水軍眾（MSM-03C HIGH GOGG）

- 推出日期：2008年8月（為「呂蒙、甘寧、轟強襲水軍」角色之一）

游擊團突擊手。
- 稱號：不詳
- 武器：弓箭
- 坐騎：強襲戰艦

- 水軍眾II改（MS-06FZ）

- 推出日期：2008年8月（為「呂蒙、甘寧、轟強襲水軍」角色之一）

游擊艇舵手，負責駕駛戰艇。
- 稱號：不詳
- 武器：弓箭×2
- 坐騎：強襲戰艦

#### 長沙四騎眾
自孫堅擔任將軍以來，已輔助孫堅東征西討的四名元老猛將，分別是黃蓋、韓當、程普及祖茂，與主公一樣，每戰均披上紅色披肩。由於成員祖茂、黃蓋先後戰死，成員餘下程普及韓當兩人。
- 程普吉姆（RGM-79N GM custom）

「長沙四騎眾」之一，熟悉神話和傳說，猶如孫堅的參謀。喜用刀鋒呈波浪形的武器。赤壁之戰後，被闇之力囚禁，令轟國陷入闇之力控制中。
- 稱號：長沙四騎眾
- 武器：鐵脊蛇矛
- 合體武器：不詳
- 必殺：乱拳

- 韓當吉姆II（RX-77-4 Guncannon II）

「長沙四騎眾」之一，重視禮節、身經百戰的老將。孫堅和四騎眾作戰時，也會圍著紅色的圍巾出陣。赤壁之戰後，被闇之力囚禁，令轟國陷入闇之力控制中。
- 稱號：長沙四騎眾
- 武器：虎徹刀、狩爪弓
- 必殺：虎刈斬

#### 其他將領
- 周泰

- 詳見BB戰士 三國傳外傳 武勇激鬥錄

- 丁奉

- 詳見BB戰士 三國傳外傳 武勇激鬥錄

- 凌統

- 詳見BB戰士 三國傳外傳 武勇激鬥錄

##### 部隊兵
- 轟 部隊兵（RX-79 GM）

- 推出日期：2009年4月

- 前身為長沙軍，盔甲為黃色。

- 稱號：名も無き戰華
- 武器：戰戟
- 裝備：攻防盾、軍旗
- 必殺：明日之一直線

### 真
「闇」被消滅、三國鼎立十多年後，最終統一三璃紗的國家。模型漫畫中，由司馬炎為君主，相對史實的「晉」
- 司馬炎II(MS-06S Zaku II Char Aznable Custom)

- 推出日期:2009年12月（為「戰神合身．蚩尤」角色之一）

- 姜維（Gundam F-91／OMS-90R Gundam F90 Mars Zeon Type）

- 推出日期：2009年10月

- 陳壽渣古(原型﹕董卓軍部隊兵)

模型漫畫中，身為姜維部下。真國建立後，受姜維命令編撰「三國傳」。

### 闇
- 「三侯本紀」中所記載、率領魑魅魍魎，令世界陷入痛苦深淵的元兇。黃祖、蔡瑁、龐德、馬超、曹丕、賈詡、龐統、祝融都曾經使用過闇的力量。董卓、郭嘉、司馬懿是其主要成員。大多擁有使用黑暗玉壐的能力。

#### 究極黑暗
- 天熾鵬司馬懿沙煞比（軍師型態：MSN-04 Sazabi / 獄凰型態： MSN-04-2 Nightingale /魔神型態：NZ-333 Alpha Azieru）

- 推出日期:2010年2月

- 戰神合身．蚩尤(MRX-010 Psyco Gundam Mk-II感應鋼彈Mk-II)

- 推出日期:2009年12月（為「戰神合身．蚩尤」角色之一）

自神話封印解放而出的蚩尤，以司馬懿的兒子作為祭品，最凶最悪的闇之魔神復甦了。現在，三璃紗面臨來自煉獄之闇的吼叫。
- 稱號：煉獄之闇
- 武器：天魔爆煉砲
- 合體武器：逢魔合身刀
- 必殺：闇之雷
- 神器：不詳

- 黑暗玉璽(MRX-009 Psyco Gundam)

- 推出日期:2009年12月（為「戰神合身．蚩尤」角色之一）

主要機駕三公擁有玉璽。可令使用者進行巨大變化。司馬炎供奉時，外殼粉碎成巨神兵器、進行破壞與殺戮。
可以與司馬昭、司馬師、司馬炎、蚩尤合體成為「戰神合身．蚩尤鋼彈」。此外亦可與郭嘉進行合體。
- 稱號：破壞之巨神
- 武器：暗黑炮
- 合體武器：不詳
- 必殺：不詳

- 蚩尤Neue Ziel(AMA-0X2 NEUE ZIEL)

- 推出日期:2009年12月（為「戰神合身．蚩尤」角色之一）

神話「三侯」封印黑暗的化身，是引致三璃紗戰亂不斷的元兇。率領魑魅魍魎，血染三璃紗。可利用其闇之力控制他人。
漫畫與孫策合體變成「蚩尤魔裝型態」。 可以與黑暗玉璽、司馬師、司馬炎、司馬昭合體成為「戰神合身．蚩尤鋼彈」。
- 稱號：闇之軍神
- 武器：不詳
- 合體武器：不詳
- 必殺：闇之力

- 司馬師潘娜洛普(RX-104FF Odysseus Gundam)

- 推出日期:2009年12月（為「戰神合身．蚩尤」角色之一）

司馬懿的長子，以高強武藝活躍於台前，既是司馬懿的副手，同時受父親之命，負責監視司馬炎。可以與黑暗玉璽、司馬昭、司馬炎、蚩尤合體成為「戰神合身．蚩尤鋼彈」。武器「白鵬景」的「景」，來自司馬師謐號「晉景帝」。
- 稱號：白闇之衛將
- 武器：白鵬景
- 合體武器：不詳
- 必殺：不詳

- 司馬昭Ξ(RX-105 Ξ Gundam)

- 推出日期:2009年12月（為「戰神合身．蚩尤」角色之一）

司馬懿的次子，與兄長司馬師一同監視司馬炎。對「G紀」最終章．默示錄極之信奉的神官。可以與黑暗玉璽、司馬昭、司馬炎、蚩尤合體成為「戰神合身．蚩尤鋼彈」。武器「白鵬文」的「文」，來自司馬昭謐號「晉文帝」。
- 稱號：白闇之神官
- 武器：白鵬文、白鵬雙戟
- 合體武器：不詳
- 必殺：自爆之竹

- 郭嘉（NRX-0013 Gundam Virsago）

#### 成員
- 董卓I（MS-05 Zaku I）

為求目的，不擇手段，殘虐無道的將領。指使呂布殺害靈帝，引發三縭紗陷入戰亂的元兇。他倚靠強大的武力，更透過暗殺靈帝，奪取聖印「玉璽」，更自封太師，掌握實權。得以控制三璃紗的董卓，透過粗暴鎮壓、以及濫用大權，在各地施行暴政，甚至指派士兵到各地搶掠，壞事做盡。郿宇城會戰時，以黑狼砲無差別攻擊。為此而被激怒的劉備，發動「天玉鎧．蒼龍」，將其消滅。
- 稱號：暴虐的太師
- 武器：刀、黑狼砲X6
- 必殺：閃烈擊

- 龐統乍德．德加（MSN-03 Quess Paraya Jagd Doga）
- 賈詡（NRX-0015 Gundam Ashtaron）

#### 部隊兵
- 不死軍團（OZ-03MD Virgo II）

單行本獨有角色，由賈詡以黑暗玉璽，所統領的傀儡部隊，在闇之力控制下，擁有不死之身。然而面對闇之力，不死能力會無效化。
一度被五誇將所擊敗，其後復活後再被擁有原始的闇之力的馬超所殺。
- 稱號：赤眼部隊
- 武器：不詳
- 必殺：闇之力

- 闇部隊兵（RX-79 GM）

被闇之力控制的部隊兵，盔甲為黑色。
- 稱號：魑魅魍魎
- 武器：不詳
- 必殺：不詳
- 超必殺：不詳
- 坐騎：不詳

### 南方（赤流火穩）
位於翔國南部，古代赤流火穩的所在之地，故事中稱為「南蠻」的地帶。
- 孟獲（GF13-017NJII God Gundam）

- 推出日期:2009年8月（為「阿修羅王 孟獲高達 祝融高達 巨神象」角色之一）

繼承古代．赤流火穩之血的南方國王。愛民如子，但經常抱持悲觀想法的國王。使用的拳法是阿修羅神拳，據說是一種因過大的破壞力而被封印的不敗拳法。傳說中那光闇並持的阿修羅力量，就是預言中記述的「天之刃」之憑證。能與巨神象變身的金剛阿修羅鎧合體。
- 稱號：阿修羅王
- 武器：羅喉爪
- 必殺：神拳爆碎
- 超必殺：金剛阿修羅鎧（金剛波動拳、爆熱金剛拳）
- 坐騎：巨神象.金剛夜迦

- 祝融（GF13-050NSW Nobell Gundam）

- 推出日期:2009年8月（為「阿修羅王 孟獲高達 祝融高達 巨神象」角色之一）

南方國王孟獲的妻子，同樣繼承了古代．赤流火穩闇之血。經常鼓勵被負面想法困擾而煩惱的丈夫。擁有驚人的戰鬥力，據說在戰場上看過祝融之舞的敵人，無一生還。與馬超同樣可發動閽之力解放型態。
與「超機動大將軍」單行版登場的赤流火穩公主農鈴，採用相同原型機。
- 稱號：羅剎之女王
- 武器：夜叉擊劍
- 合體武器：羅剎飛翔輪
- 必殺：飛翔大閃華
- 超必殺：毘沙門曼陀羅
- 坐騎：巨神象

#### 南方四天王
- 南蠻出身的四位蠻王，協助龐統尋找傳說中「天之刃」。在孔明絕技下全部戰死，繼而被龐統以暗之玉璽吸收，成為其一部份。
- 兀突骨盟主（GF13-001NHII Master Gundam）

南蠻四天王之一。
- 稱號：不詳
- 武器：拳法、仲缩手臂
- 合體武器：不詳
- 必殺：不詳
- 超必殺：不詳
- 坐騎：不詳

- 帶來洞主笑傲江湖（Walter Gundam）

南蠻四天王之一。
祝融高達原型機Noble Gundam，吸收DG細胞後，便成為帶來洞主的原型機「笑傲江湖」，與三國演義中祝融與帶來洞主為姊弟關係互相呼應。
- 稱號：不詳
- 武器：變成球型進行突擊
- 合體武器：不詳
- 必殺：不詳
- 超必殺：不詳
- 坐騎：巨神象(漫畫版)

- 木鹿大王獅王爭霸（Grand Gundam）

南蠻四天王，以力量見稱。
- 稱號：不詳
- 武器：炮管內藏的手臂、拳頭
- 合體武器：不詳
- 必殺：不詳
- 超必殺：不詳
- 坐騎：不詳

- 朵思大王天劍絶刀（Gundam Heaven's Sword）

南蠻四天王，可變成烏型進行突擊。
- 稱號：不詳
- 武器：銳爪、飛翼
- 合體武器：不詳
- 必殺：不詳
- 超必殺：不詳
- 坐騎：不詳

##### 部隊兵
- 南方牙隊（RX-79 GM）

- 推出日期：2009年8月

與三國傳部隊兵造型相似，頭盔有獸臉裝飾，盔甲為綠色。不同的是穿着的鎧甲和裝備都使用特殊的藤製作，異常堅固能浮上水面但弱點是怕火。備有專用坐騎阿修羅騎馬。
- 稱號：密林之雄叫
- 武器：牙戟
- 裝備：藤甲牙盾、軍旗
- 必殺：阿修羅七方陣
- 坐騎：巨神象、阿修羅騎馬

### 涼州軍
位處西北的軍團，曾為反董卓聯軍成員。
- 馬騰？？（機體不詳）

反董卓聯軍成員之一。虎牢城攻略戰中，在曹操等東路軍於虎牢城牽制敵軍時，循西路向董卓大本營、三璃紗首都洛陽進行迂迴突擊，於英雄激突編死於與曹操軍的戰鬥中。
- 稱號：不詳
- 武器：不詳
- 必殺：不詳

- 龐德伊夫利特（MS-08TX Efreet）

原西涼軍警備隊將領，與馬超一起抵抗機駕軍的入侵。火神般戰鬥力的戰將，馬術甚至超越馬超。與馬超同樣擁有「闇之血」，曾發生闍之力失控下，殺害自己全家的慘痛往事，因而被賈詡利用，喚醒「闇之血」後，使其再次失控，在千鈞一髮間回復清醒同時，沖向馬超手中的獅清刀自盡。
- 稱號：蒼天之騎獅
- 武器：手甲
- 必殺：暗之血

### 其他
- 張魯尼姆（MSA-003 NEMO）

漢中領主，曾收容被機駕追捕的馬超，被韓浩所殺。
漢中的百姓設定與張魯一樣都是以尼姆為藍本，與三國人民以吉姆為設定藍本有所不同。
- 稱號：師君、漢中之鷹
- 武器：槍
- 必殺：不詳

- 徐庶傑剛（RGM-89 Jegan）

擅使飛劍，曾經是水鏡的學生，與孔明、龐統是同窗兼好友，董卓之亂時，為協助難民逃過董卓軍追殺，與董卓軍的士兵同歸於盡，被認為已死去。後來龐統將徐庶遺下的飛劍裝在肩上，作為紀念。
- 稱號：虎福
- 武器：飛劍
- 必殺：不詳

- 玄武裝．呂布托爾吉斯（OZ-00MS2B Tallgeese III）

- 推出日期:2010年1月

在神話時代三侯封印蚩尤時，有一位英雄犧牲自己來完成封印。這一位英雄的武義之魂在北方的天之刃呂布醒過。現在，最強之俠與天玉鎧·真武一起返回了！
- 稱號：黑曜之闘神
- 武器：方天武戟
- 合體武器：靈龜甲盾
- 必殺：天武大烈斬
- 超必殺：武幻爆烈衝
- 鎧甲：武煌壁

## 用語／武裝／座騎／地名

### 用語
- 三國傳

輯錄由董卓弒靈帝開始，到三侯消滅天熾鵬司馬懿的歷史。以最終鼎立的國家——翔、機駕、轟三國為史書定名。相對現實中的「三國志」。
模型漫畫中，是由姜維提議、陳壽撰寫，單行本則由當時任丞相的黃月英所著。
- 三侯之魂

劉備、曹操、孫權鋼彈，是「G記」記載的大海、太陽、月亮的象徵，分別是「龍帝」之魂，「雀瞬」之魂和「虎曉」之魂。
- 武義之魂

昔日與三侯一同封印蚩尤的傳說英雄，因為G記只記載三侯封印蚩尤的事跡，武義的傳說便隨著歷史的湮沒。直到失落的武義之魂重新與呂布結合，代表玄武的「真武」之力才再次覺醒。
- 闇之力

「三侯本紀」中所記載、率領魑魅魍魎，令世界陷入痛苦深淵的元兇。黃祖、蔡瑁、龐德、馬超、賈詡、龐統、祝融都曾經使用過闇的力量。根據「三國傳」動畫MV所示，蚩尤、董卓、郭嘉、曹丕、司馬懿是其成員。
- 天之刃

擁有闇之力，同時懷有正義之心的武將(生物)，分別處於三璃紗四方，由於與蚩尤等人使用的闇之力相同，因此能夠抵銷闇之力的影響，例如石化瘴氣以及操縱心靈的妖術，甚至能夠以自身強大的黑暗力量，將不死兵團的復活力量瓦解，以至將之消滅。成員包括東方蓮萊的的盧、南方赤流火穩的孟獲、西方西涼的馬超，以及北方的呂布(史實中呂布的故鄉為「五原郡九原」，即是今日蒙古包頭市地區。)。
- 古代繪卷

司馬懿到處尋找的竹簡書。記載著三縭紗神話「G記」。第一段的內容為「曾經閃耀著光芒的三名高達由天上降臨到人間，神話中被稱為「三侯」的三人，在他們三為一體後，便安定了世界。其中一人變成了太陽，照耀著世界，另外一人變成了月亮，治療著世界，最後一人變成了大海，孕育著世界。時間慢慢地不斷流逝……當三縭紗被黑暗包圍時，三侯的靈魂和閃耀的高達，便會在象徵著聖印的玉璽之引導下，打破黑暗……」
- 強力液態火藥

被稱為惡魔的發明，由發明天才黃承彥發明，只須使用一滴也能產生強大的威力。孔明到南蠻尋找天之刃時，黃月英便以液態火藥擲向祝融，並趁機脫險。

### 神器
- 玉璽

皇權象徵，曾先後為董卓及袁紹所擁有，然而卻擁有自我意識，是發動、控制天玉鎧的必要物，劉備、曹操、吕布持有後能自由控制天玉鎧，孫權沒有玉璽便無法控制天玉鎧，並進入暴走形態，殺死數萬士兵。除了此外，一切成謎。
- 暗黑玉璽

戰神蚩尤的神器，實際上寄存了巨神兵器「暗黑玉璽重高達」，以其為本體，更產生出多個小型玉璽，可利用其闇之力吞噬/控制他人，以及令使用者進行巨大變化。
- 天玉鎧

沉睡在代表皇權的象徵「玉璽」的裝甲，如同玉璽底下的蓋章所示，擁有青龍（蒼龍）、白虎（弩虎）、朱雀（炎鳳）、玄武（真武）力量。由於與玉璽的關連，被視為獲得上天授予皇權的證明。曾經被曹操（炎鳳），孫權（弩虎），劉備（蒼龍），吕布（真武）所使用過。
- 天鎧裝

一種古代的神器，由天玉鎧衍生出來的裝備，威力僅次於天玉鎧，但至今下落不明。
- 龍輝寶

龍帝劍真正型態，可分解成劉備的翔烈帝鎧甲及的盧、或者由五名指定武裝（多為五誇將，即關羽、張飛、趙雲、馬超、黃忠）所用的肩甲。龍輝寶分解為肩甲，分配予同伴的功能，亦不約而同地被沿用。
- 鳳熾魂

雀瞬之魂變成盔裝飾和肩膀鎧甲，早在赤壁之戰前，曹操已暗中將部份裝甲，交予最為信賴的徐晃保管。赤壁之戰，曹操失蹤，曹丕繼位，並擅自使用父親留下的餘下裝甲，作為稱帝時，證明自己為合法繼承人的理據。(模型漫畫中，曹操再次出現在曹丕與司馬懿眼前時，曾質疑兒子是否有資格繼承鳳熾魂。)
四件鎧甲中，唯一無法結合成獸型的鎧甲。不過此缺陷在動畫版SD 高達三國傳BraveBattleWarriors中，曹操新型態「紅蓮裝曹操」，以新設計背包得到解決。
- 虎燐魄(MSC-07/LMSD-78 Albion)

虎錠刀寄宿，虎曉之魂變成的神獸。與孫權合體後，成為轟大帝孫權。
- 武煌壁

武義的魂變成神獸。為呂布化成玄武装呂布。

#### 合體/傳說武器
- 龍帝劍/真．龍帝劍

劉備的專用佩劍，與孫權的虎錠刀和曹操的鳳凰七星槍匹敵的神話三侯的寶劍，一度於赤壁大戰時被曹操用星凰劍所破壞，從而令其真正力量得到解放。當曹操與劉備不知所終後，龍帝劍回復原狀，被安放於王座上。
合淝會戰中，劉備再次出現在關羽隊面前，並手執已經提升力量的「真．龍帝劍」。（ 真.龙帝剑是由龙帝剑进化而成）
- 青龍烈斬刀、赤龍翔神刀

由龍帝劍分離而成，為翔烈帝劉備的專用佩刀。
- 鬼牙龍月刀(意匠﹕(刀刃)FAZZ用Mega Beam Cannon、(刀柄)ZZ用Double Beam Rifle)

關羽用的巨大青龍刀，鋒利無比。在關羽戰死後為關平使用。
- 輝麟牙(意匠﹕S高達用Beam Smart Gun)

關平平常使用的青龍刀。
- 鬼銳爪(意匠﹕S高達用大型推進器)

關平使用的格鬥武器。
- 雙鬼兩刃刀

由關羽的鬼牙龍月刀和關平的輝麟牙合體而成。多為關羽使用。
- 蛇矛．雷蛇(意匠﹕Z高達盾牌)

張飛的專用武器，平常不會以真正形態示人，當和背包的兩翼合體後才是其正體。
- 嵐(意匠﹕V2鋼彈Assault右手裝備之Mega Beam Rifle)

趙雲的最強武器，由長槍「山」及「風」合體而成。
- 獅龍極煉槍

馬超的最強武器，由獅青刀及龍凜槍合體而成。
- 龍麟剛烈弓(意匠﹕Super Gundam專用Logn Beam Rifle)

黃忠的最強武器，由銳真弓、連龍牙及龍身鎧合體而成，使用時本體機動力下降，同時令破壞力及命中率大幅提升。
- 頑硬斧(意匠﹕飆狼專用Mega Beam Cannon)

周倉的斧頭，可以與關羽、關平的武器結合。
- 尖刃刀(意匠﹕飆狼大型推進翼)

周倉的雙刀，可使用二刀攻擊。
- 三爪戟

周倉的最強武器，由頑硬斧和尖刃刀合體而成。
- 龍焰刀(意匠﹕Nu鋼彈專用Bazooka)

天翔龍孔明用武器，劍身有一枚龍爪，切割威力強大。
- 寶扇劍(意匠﹕(劍身)NU鋼彈HWS型專用Beam Cannon、(劍托)NU鋼彈HWS型專用盾牌)

天翔龍孔明用武器，主要代替羽扇，在戰場作指揮之用。劍上的六角型寶石(戰國傳的頑馱無結晶(?))有著神秘力量。
- 鳳凰七星槍

曹操的最強武器，由威天劍及星凰劍合體而成。與劉備的龍帝劍和孫權的虎錠刀匹敵的神話三諸侯的寶槍，能傳達使用者的「真正的理想」。名稱來自三國演義中王允授予曹操暗殺董卓的「七星劍」。
- 威天劍

與雀瞬眨眼間的魂一起，讓曹操真正的力量覺醒。威天劍(いてんけん)和倚天劍(いてんけん)的日文發音相同，三國演義中，倚天劍更是與青釭劍成為一對。
- 星凰劍

司馬懿在洛陽中發現的寶劍，後來呈上曹操，曹操更以此劍，斬斷劉備持有的龍帝劍。星凰劍(せいこうけん)和青釭劍(せいこうけん)的日文發音相同，三國演義中，青釭劍更是與倚天劍成為一對。
- 光天七星戟(意匠﹕Gundam X-DV專用Beam Harmonica)

曹丕的最強武器，由威天劍，星凰劍及其護盾合體而成，和黑翼刀一同使用，被認為是攻防一體的武裝。
- 黑翼刀

曹丕的佩刀，平常極少使用，當光天七星戟被使用時才會一同使用。
- 蛇骨剛劍

夏侯惇的佩劍，擁有鋼劍及長鞭形態。
- 剛銳戟、剛銳砲、剛銳弓

夏侯淵的合體兵器，根據不同戰況而變換，不約而同地由銳鐘、剛骨棍及銳刃弓合體而成。
- 鳯龍雙刃刀  (意匠﹕Gelgoog的雙刃光束薙刀)

張遼的最強武器，由鳳鉤刀及龍身刀合體而成，能和關羽的鬼牙龍月刀匹敵。
- 狼牙．雙重戟

由荀彧所設計、張郃的最強武器，由超重戟及其護盾合體而成。
- 豪鐵火

由荀彧根據徐晃舊武器設計而成的雙巨斧。
- 鋏鐵戟

徐晃的合體兵器，一對豪鐵火合體而成，擁有廣範圍破壞力。
- 鐵火盾

徐晃的合體兵器，是攻防一體的武器，由豪鐵火及其護盾合體而成。
- 雙鐵火(意匠﹕Serpent Custom用Double Gatling Gun)

徐晃的合體兵器，一對豪鐵火合體而成，擁有連續破壞力。
- 鐵火鍊武(意匠﹕Serpent Custom用Beam Bazooka)

徐晃的最強兵器，由其肩甲及其頭盔護具合體而成，其防禦力會被犧牲。
- 虎錠刀/真．虎錠刀

孫家世代相傳的寶刀，轟國領袖之證明，孫堅、孫策亦曾持有。與劉備的龍帝劍和曹操的鳳凰七星槍匹敵的神話三諸侯的寶刀。虎錠刀是古錠刀的日文諧音。
孫權成為「轟大帝」後，虎錠刀亦進化成「真．虎錠刀」。
- 虎影弓

孫尚香的佩弓，造形典雅，平常懸掛在後腰。
- 麗虎刀 (意匠﹕GP04G專用Long Beam Rifle)

孫尚香的佩刀，重量極輕，刀刃鋭利，女性也能隨意揮舞的薙刀。
- 天雷火炮(意匠﹕百式專用Mega Bazooka Launcher)

周瑜的最強兵器，由白虎刀及白虎弓合體而成，正常情況下可一擊逆轉劣勢或擊破一個軍團，不過由於消耗極大精神力，使用超過一發會令使用者身體受到重創。

### 座騎
- 的盧

「東方天之刃」、出身三璃紗東方的國家「蓬莢」，既是劉備乘坐的戰馬，也是龍輝寶的一部份。在「英雄激突篇」中未有說話，直至「戰神決鬥篇」，才正式表明身份。
- 赤兔馬

原本是呂布坐騎，郿城之戰期間被李儒的弩炮擊中受重傷，後來由曹操軍救回，並交予呂布隊舊部屬張遼使用。其後張遼出於情義，再轉贈予關羽，好讓他能夠與劉備會合。
- 飛影閃

趙雲的坐騎，快如閃電，連機駕軍亦風聞其名。本體與一般兵座騎「白銀流星馬」外形一樣，不同者在於飛影閃以白色為主調。
- 馬超專用坐騎

馬超的坐騎，本體與白銀流星馬相同，但裝備馬超的盾牌及手背刀。全身以藍色為主調。
- 白銀流星馬

在三璃紗生息的馬匹中，擁有最高跑速的馬，以銀色為主調。戰場上的速度快若流星。
- 阿修羅騎馬

在南方生息的馬匹，除了眼睛為單眼外，其餘與三璃紗的白銀流星馬相似，為南方牙隊專用戰馬。
- 巨神象.金剛夜迦(象﹕猛瑪高達; 戰車﹕Hildolfr )

孟獲的座騎，具有一定破壞力，可變身為金剛戰車，並可變身人身型態的金剛阿修羅鎧與孟獲合體。另外尚有祝融專用藍色巨神象。模型漫畫中巨神象沉睡在神殿，與孟獲光之刃產生共鳴後復活。漫畫版一開始便成為帶來洞主座騎，洞主戰死後，才被孟獲取用。
「夜迦」一名，來自象首人身的印度神明「毗那夜迦」，又名「象鼻天」的財神。合體方式、機械獸變成鎧甲的設定，與SD戰國傳 武神輝羅鋼篇的角色「鋼鐵甲胄」相似。
- 爆凰機/爆凰扇(背包形態)

孔明的偵察鳥，集偵察工具、飛行器以及羽扇於一身，有著與孔明一心同體的意識，可以借助爆凰機的眼睛，以它的視點收集情報。但同時爆凰機一旦受到破壞，孔明亦會受傷。一度被南蠻四天王擊毀。在孔明解放真正力量後進化為新爆凰機。
- 強襲戰艦(亞加馬,加流達)

江東強襲水軍戰船，可因應戰況進行各樣變化，同時亦有為水軍統帥專用的型態。

### 地名
- 光之都．雒陽/洛陽/天之城．洛陽

浮游在五丈原的上空，前身是昔日龍帝世代居住的政治中心，有「光之都」稱號的「雒陽」(雒陽是洛陽從前的名字)。
董卓殺害靈帝後，亦以此為大本營。虎牢城陷落後，為拖延聯軍，火燒雒陽，並退守郿宇城，該地變成廢墟。七年後司馬懿與龐統，於雒陽廢墟中發現「星凰劍」，並獻予曹操。曹丕稱帝時，重新建造宮殿，並稱為「洛陽」。新殿表面上僅是一座王城，實際上是司馬懿用以祭祀黑暗玉璽的地下祭壇所在。五丈原會戰時，黑暗玉璽的力量覺醒，同時洛陽作為天之城的真面目亦終於呈現。雖然王城名義上是由曹丕擁有，然而曹丕亦落入闇的控制後，洛陽實際上已被司馬懿佔有。
- 五丈原

位處翔與機駕邊界、三侯與闇的決戰場地。
- 泰山

位處五丈原、三璃紗最高的山峰。在蚩尤高達的絕技「天魔爆煉炮」下被炸碎。
現實的泰山位處山東省，五丈原則位處陝西省，兩者相距極遠。泰山位處五丈原，為漫畫原創設定。
- 江東

位處三璃紗南方，扼有長江要道，既是水路交通要道，亦是江東軍賴以自守的天險。
早年曾是海盜活躍的地方，後來以孫堅為首的長沙軍，不斷出兵討伐，軍團先後平定海盜胡玉、以及收降呂蒙、甘寧，日後的強襲水軍，亦是以此班底為基礎而建立起來。
- 長沙

轟國最早根據地、亦是孫堅及長沙四騎眾的出生地。
- 合淝

位處機駕與轟國邊境，赤壁之戰前，郭嘉曾企圖入侵，孫策被打敗，但該地仍未落入曹軍手中。
機駕立國後，司馬懿利用黑暗玉璽封印孫權等重臣，同時控制呂蒙、甘寧為首的強襲水軍。合淝成為轟國少數未被黑暗力量控制的城池。
- 建業

轟國首都，建造在水上的宮殿，四周以橋樑貫通大殿及偏殿。「闇」控制轟國時，亦將孫權等人，封印在大殿的壁畫上(該壁畫於前章「英雄激突篇」曾經出現，同樣插上孫一族證明「虎錠刀」。)。
- 西涼

昔日由馬騰統治的地區，最後被機駕軍吞併。事件觸發繼承「闇之血」的馬超，銳意向機駕軍報復的事件。演義與三國志中，西涼被吞併是發生在曹操在世時期，而非曹丕繼位之後，只是演義中是曹操以離間計，出兵消滅馬騰軍，三國志則由於馬超起兵反抗曹操，結果反令西涼軍被消滅而被逼出逃。
- 漢中

位於西涼附近、與益州接壤的地區，在張魯經營多年之下，百姓原本過著安穩生活，但在韓浩兄弟洗劫後，一度為機駕佔領，而領袖張魯亦在戰爭中被殺。
史實中張魯同樣有收容馬超，不過由於張魯對其猜疑，令馬超再次出逃。而曹操進兵漢中，張魯主動投降，更因為其愛民之心而受曹操所欣賞，並無發生被曹操洗劫，以及將張魯殺害的事件。
- 益州

赤壁之戰後，孔明率領五誇將等人所遷移的根據地，物阜民豐，毗鄰南蠻之地。太守不明(劉焉、劉璋?)，根據外傳作「武勇激鬥錄」所載，劉備軍入蜀時，曾經遇到嚴顏等益州軍將領抵抗，雙方更曾發生戰爭。
單行本及模型漫畫對益州僅輕輕帶過，未有詳細描述。
- 荊州

前身是劉表 統領的荊州軍所在。蔡瑁殺害劉表，繼面向曹操投降後、荊州一度成為機駕領地。赤壁之戰，曹操軍敗陣，神秘的武將項羽，以武力佔領400年前作為領地的荊州(楚國)，以復興楚國為號召，與三國對抗。
- 南方／南蠻/赤流火穩

位於三璃紗翔國南部，古代赤流火穩的所在之地，統治者為南方國王孟獲，與三國演義中所出現的南蠻並不相同。赤流火穩，最早見於「SD戰國傳 地上最強編」，相對天宮之國代表日本、影舞亂夢代表中國，赤流火穩則代表印度(阿修羅、仁王、夜叉、羅剎等名稱，是來自印度諸神)。而不論三國志及三國演義，所指的南蠻，是指現今四川雲南一帶、當時仍是蠻荒之地、各族林立的地區。
- 蓬萊

東方天之刃「的盧」的故鄉、位處三璃紗大陸、遙遠的島國。詳情不明，不過按照「地上最強篇」設定，推斷為代表日本的「天宮之國」。(影舞亂夢之於三璃紗、赤流火穩之於南蠻、天宮之國之於蓬萊。)

## 主題曲
- 三縭紗傳說 THE BRAVE LEGEND
- 日文版主唱：Ko-Saku
- 粵語版／國語版主唱：鄭伊健

## 外部連結
- （日語） 日文三國傳官方網頁
- （中文） 亞洲三國傳官方網頁
- （中文） 中文三國傳官方特輯（页面存档备份，存于）
- （日語） 單行本作者津島直人Twitter（页面存档备份，存于）